# 市来断層帯
市来断層帯（いちきだんそうたい）は、鹿児島県北西部に位置する活断層帯である。以下の3つに区分できると考えられている。
- 市来区間 - 薩摩川内市樋脇町市比野付近からいちき串木野市西薩町（せいさつちょう）付近を経ていちき串木野市西方沖合まで、東北東から西南西方向へ、長さ約25㎞。五反田川断層[1]。
- 甑海峡中央区間 - 甑海峡[2]南、北東から南西方向へ、長さ約38km[1]。
- 吹上浜西方区間 - 吹上浜沖合、北東から南西方向へ、長さ約20km[1]。